# Sedum lenkoranicum
Sedum lenkoranicum är en fetbladsväxtart som beskrevs av Aleksandr Alfonsovitj Grossgejm. Sedum lenkoranicum ingår i Fetknoppssläktet som ingår i familjen fetbladsväxter. Inga underarter finns listade i Catalogue of Life.